# أوليفر شميت (كاتب)
أوليفر شميت هو مؤرخ وكاتب سويسري، ولد في 15 فبراير 1973 في بازل في سويسرا.